# Đông Hòa (xã)
Đông Hòa là một xã thuộc tỉnh An Giang, Việt Nam.

## Địa lý
Xã Đông Hòa có diện tích 98,36 km², dân số năm 2020 là 20.747 người, mật độ dân số đạt 211 người/km².

## Hành chính
Xã Đông Hòa được chia thành 11 ấp: 7 Xáng, 7 Xáng 1, 7 Xáng 2, 8 Xáng, 8 Xáng 1, 9 Chợ, 9 Xáng, 9 Xáng 1, Hòa Đông, Minh Hoà, Trung Hoà.

## Lịch sử
Trước đây, Đông Hòa là một xã thuộc huyện An Biên.
Ngày 17 tháng 2 năm 1979, Hội đồng Chính phủ ban hành Quyết định 50-CP về việc chia xã Đông Hòa thành 4 xã lấy tên là xã Thuận Hòa, xã Nam Hòa, xã Đông Hòa và xã Tân Hóa.
Ngày 13 tháng 1 năm 1986, Hội đồng Bộ trưởng ban hành Quyết định 07-HĐBT về việc chuyển xã Đông Hòa của huyện An Biên về huyện An Minh mới thành lập quản lý.